# كلية شوليتش للحقوق
كلية شوليتش للحقوق (بالإنجليزية: Schulich School of Law)‏ هي كلية قانون، تأسست في 1883، في كندا.